# Mistrzostwa Polski w Szermierce 2024
Mistrzostwa Polski w Szermierce 2024 – 95. edycja indywidualnie i 84. edycja drużynowych mistrzostw Polski odbyła się w dniach 5-7 kwietnia w Warszawie (szpada) (szabla) (floret).

## Medaliści

### kobiety
| Konkurencja:            | Złoto:                                                                                                 | Srebro:                                                                                        | Brąz:                                                                                      |
| Medalistki indywidualne | |                                                                                                |                                                                                            |
| floret                  | Martyna Jelińska (AZS AWF Poznań)                                                                      | Julia Walczyk-Klimaszyk (AZS UAM Poznań)                                                       | Hanna Łyczbińska (AZS UAM Poznań) Karolina Żurawska (Toruńska Akademia Floretu)            |
| szabla                  | Zuzanna Cieślar (Zagłębiowski Klub Szermierczy)                                                        | Sylwia Matuszak (KKSz Konin)                                                                   | Zuzanna Lenkiewicz (TMS Zagłębie Sosnowiec) Małgorzata Kozaczuk (AZS AWF Warszawa)         |
| szpada                  | Alicja Klasik (RMKS Rybnik)                                                                            | Kamila Pytka (AZS AWF Warszawa)                                                                | Magdalena Pawłowska (AZS AWF Warszawa) Ewa Trzebińska (AZS AWF Katowice)                   |
| Medalistki drużynowe    | |                                                                                                |                                                                                            |
| floret drużynowo        | KU AZS-UAM Poznań Julia Walczyk-Klimaszyk Marika Chrzanowska-Kasprzyk Hanna Łyczbińska Martyna Długosz | KS AZS AWFiS Gdańsk Oliwia Dębicka Marta Jakubowska Amelia Olszewska Ewa Zacharewicz           | AZS AWF Poznań Martyna Synoradzka Martyna Jelińska Zuzanna Wojewódzka Aleksandra Wieczorek |
| szabla drużynowo        | ZKS Sosnowiec Zuzanna Cieślar Julia Cieślar Gabriela Wójcik                                            | TMS Sosnowiec Karolina Hofman Zuzanna Lenkiewicz Paulina Porada Zuzanna Porada                 | UKS Szabla Ząbki Amelia Kukla Daria Skonieczna Julia Szelągowska Maria Więckiewicz         |
| szpada drużynowo        | AZS AWF Kraków Barbara Brych Renata Knapik-Miazga Anna Polis Aleksandra Jarecka                        | AZS AWF Katowice Cecylia Cieślak Weronika Janicka Martyna Swatowska-Wenglarczyk Ewa Trzebińska | AZS Wratislavia Wrocław Zofia Janelli Karolina Mazanek Oliwia Tercjak Paulina Wilaszek     |

### mężczyźni
| Konkurencja:           | Złoto:                                                                        | Srebro:                                                                                              | Brąz:                                                                                       |
| Medaliści indywidualni |                                                                               | |                                                                                             |
| floret                 | Leszek Rajski (Wrocławianie)                                                  | Jan Jurkiewicz (Toruńska Akademia Floretu)                                                           | Adam Jakubowski (AZS AWFiS Gdańsk) Adam Podralski (AZS AWFiS Gdańsk)                        |
| szabla                 | Olaf Stasiak (KKSZ Konin)                                                     | Szymon Hryciuk (AZS AWF Katowice)                                                                    | Aleksander Denkiewicz (UKS Szabla Ząbki) Piotr Szczepanik (MUKS VICTOR Warszawa)            |
| szpada                 | Maciej Bielec (AZS Wratislavia Wrocław)                                       | Antoni Socha (PKSZERM Warszawa)                                                                      | Karol Budek (KKS Kraków) Radosław Zawrotniak (AZS AWF Kraków)                               |
| Medaliści drużynowi    |                                                                               | |                                                                                             |
| floret drużynowo       | KS AZS AWFiS Gdańsk Adam Jakubowski Mateusz Kozak Adam Podralski Michał Siess | AZS AWF Poznań Maciej Bem Jakub Dołżycki Jan Nowak Adrian Wojtkowiak                                 | Wrocławianie Andrzej Rządkowski Szymon Czartoryski Leszek Rajski Paweł Szumielewicz         |
| szabla drużynowo       | KKSz Konin Adam Kaczmarczyk Kacper Nowinowski Filip Radoch Olaf Stasiak       | Zagłębiowski Klub Szermierczy Ksawery Czajkowski Krzysztof Kaczkowski Michał Kochan Rafał Ziarnowski | MUKS VICTOR Warszawa Marcel Broniszewski Mikołaj Grzegorek Konstanty Kutek Piotr Szczepanik |
| szpada drużynowo       | PKSZERM Warszawa Jakub Cieślik Antoni Socha Jan Socha Tadeusz Wąsik           | Piast Gliwice Damian Michalak Mateusz Nycz Wojciech Rzyczniak Bartosz Staszulonek                    | AZS Wratislavia Wrocław Maciej Bielec Wojciech Kolańczyk Karol Noganowicz Michał Opałka     |